# Revolta do Ronco da Abelha
Revolta do Ronco da Abelha foi um movimento popular armado ocorrido entre dezembro de 1851 e fevereiro de 1852, que envolveu vilas e cidades de cinco províncias do nordeste: Paraíba, Pernambuco, Alagoas, Ceará e Sergipe, sendo mais forte nas duas primeiras províncias.

## Antecedentes
É importante frisar antes da análise principal da Revolta, a situação em que se encontrava o Nordeste da América Portuguesa no fim do Período Colonial e na primeira metade no Império Brasileiro. Desde o ciclo do ouro o eixo econômico do Império Português voltou-se para o sul da colônia americana, no atual Minas Gerais e o fluxo de escravos vindos da África Portuguesa se dirigia agora com mais intensidade as minas, e algumas vezes os escravos vinham mesmo do Nordeste.
Esta situação contrastava com o cenário do primeiro período colonial, aonde através, principalmente do cultivo da cana-de-açúcar, as províncias de Pernambuco e da Bahia representavam, quase que esmagadoramente, o grande centro do ultramar lusitano. Desde as bandeiras paulistas que vendiam índios escravos aos senhores de engenho e eram contratadas para destruir quilombos, até chegou a concentrar os esforços ainda do Império Colonial Holandês durante as invasões.
A chegada da corte portuguesa em 1808 no Rio de Janeiro só polarizou ainda mais o desenvolvimento e a importância para a região sul da colônia, já que agora lá se concentrava, inclusive politicamente, o Império Português, principalmente a partir de 1815 no Congresso de Viena com a criação do Reino Unido de Portugal, Brasil e Algarve.

### Revolução Pernambucana
Em 1817 acontece a Revolução Pernambucana, aonde as elites da província se rebelaram contra o governo do Reino Unido e proclamaram uma República, instaurando um novo governo provisório marcado por ideais liberais, mas que no entanto foi sufocado logo depois por D. João VI.

### Confederação do Equador
Não muito depois, acontece a Confederação do Equador em 1824. Um movimento parecido com a Insurreição de 1817, no entanto com repercussão muito maior, partindo de Pernambuco obteve apoio claro das outras províncias nordestinas na criação de um novo estado Republicano, a Confederação do Equador, em resposta ao novo Império Brasileiro liderado por D. Pedro I, que segundo os revoltosos possuía um caráter muito centralizador. A Revolta também foi sufocada, mas desta vez devido a sua maior grandeza de forma mais enérgica que a anterior.

## A Revolta

### Decretos de 18 de Junho de 1851
Com os antecedes é possível perceber que tanto a elite, como a população nordestina, não estavam contentes com o governo colonial, e mesmo com a Independência do Brasil se mostravam igualmente desiludidos com o primeiro reinado do Império Brasileiro. A partir da regência, a elite nordestina foi se conciliando com o Governo Central, deslocando a insatisfação para a população.
O quadro da população livre do nordeste era a uma pobreza bastante significativa que não encontrava meios de se manter mediante a mão de obra escrava que, no momento, era excedente para a crise econômica que se instalava na região desde o fim do domínio Português.
O grande parte reinado de Pedro II dedicou-se a modernizar o sistema imperial, acreditava-se que o Império Brasileiro era parte da esfera ocidental cristã europeia na América. Um país mais civilizado que seus vizinhos, principalmente por ser uma monarquia contrastando com as ditaduras militares no Prata. Embora na realidade a população, principalmente no nordeste, estivesse bastante longe desta civilidade almejada.
Uma das situações mais arcaicas que se encontrava no Império era a falta de uma estatística populacional, para isso foram feitos os decretos 797 - Censo Geral do Império e o 798 - Registro Civil dos Nascimentos e Óbitos.
O Censo Geral determinava o arrolamento da população para o censo que seria realizado no dia 15 de Julho de 1852, com fixação dos editais nas Igrejas Matrizes e anúncios em jornais em 1º de Julho daquele ano. Mas a realização de um censo não ocorreria sem a criação do registro civil dos nascimentos e óbitos, realizado pelos escrivães dos Juizados de Paz dos distritos, a partir de 1º de janeiro de 1852.

### Movimento armado
Uma das leis de modernização seria o decreto do registro civil.
A revolta aconteceu a partir do momento em que o Governo Imperial resolvia adotar novas práticas em busca de uma modernização do país.
Estes decretos fizeram espalhar-se o boato de que o governo queria reduzir os cidadãos pobres ou os negros já forros à condição de escravos.
No entanto a intenção do Estado era colher dados para calcular a população, com o objetivo de sistematizar o recrutamento para o serviço militar.
Um grande número de pessoas reagindo aos boatos se armaram com foices, enxadas e espingardas, atacaram prédios e autoridades públicas, em meio a gritos de “Abaixo a Lei, morra o Governo” como palavras de ordem.
Em meio à violência destas ações, o governo foi obrigado a reagir, mobilizando mais de mil soldados da polícia, além da convocação da Guarda Nacional e do auxilio da igreja que tinha como função esclarecer a população para o respeito da ordem pública.
Já no final de janeiro 1852 a paz social foi restabelecida, mas, em meio à baderna resultante, ficou difícil identificar os verdadeiros líderes do movimento. Muitas pessoas são acusadas, mas não se consegue obter provas concretas do envolvimento das mesmas. Finalmente, o governo edita o decreto 970, de 29 de janeiro de 1852, que suspende os decretos 797 e 798, adiando a realização do primeiro censo no Brasil para vinte anos depois.
Este movimento tem evidente relação social com a revolta do quebra-quilos que viria ocorrer duas décadas depois, o fato da população nordestina estar distante econômica e socialmente da capital e dos grandes centros além da falta de informação e da relutância do povo em relação as mudanças foram a principal causa desses dos dois conflitos populares do século XIX.